# Jüdisches Forschungszentrum Harbin
Das Jüdische Forschungszentrum Harbin (engl. Harbin Jewish Research Center, chin. 哈尔滨犹太研究中心) ist im April 2000 in Harbin von der Akademie der Wissenschaften Heilongjiang gegründet worden und ist in den verschiedensten Bereichen der Erforschung der jüdischen Kultur und Geschichte in Harbin tätig. Die Arbeitsfelder reichen vom Sammeln und Auswerten von Zeitzeugenberichten, über die Archivierung von alten Erinnerungsstücken, bis hin zur Denkmalpflege und -erhaltung. 

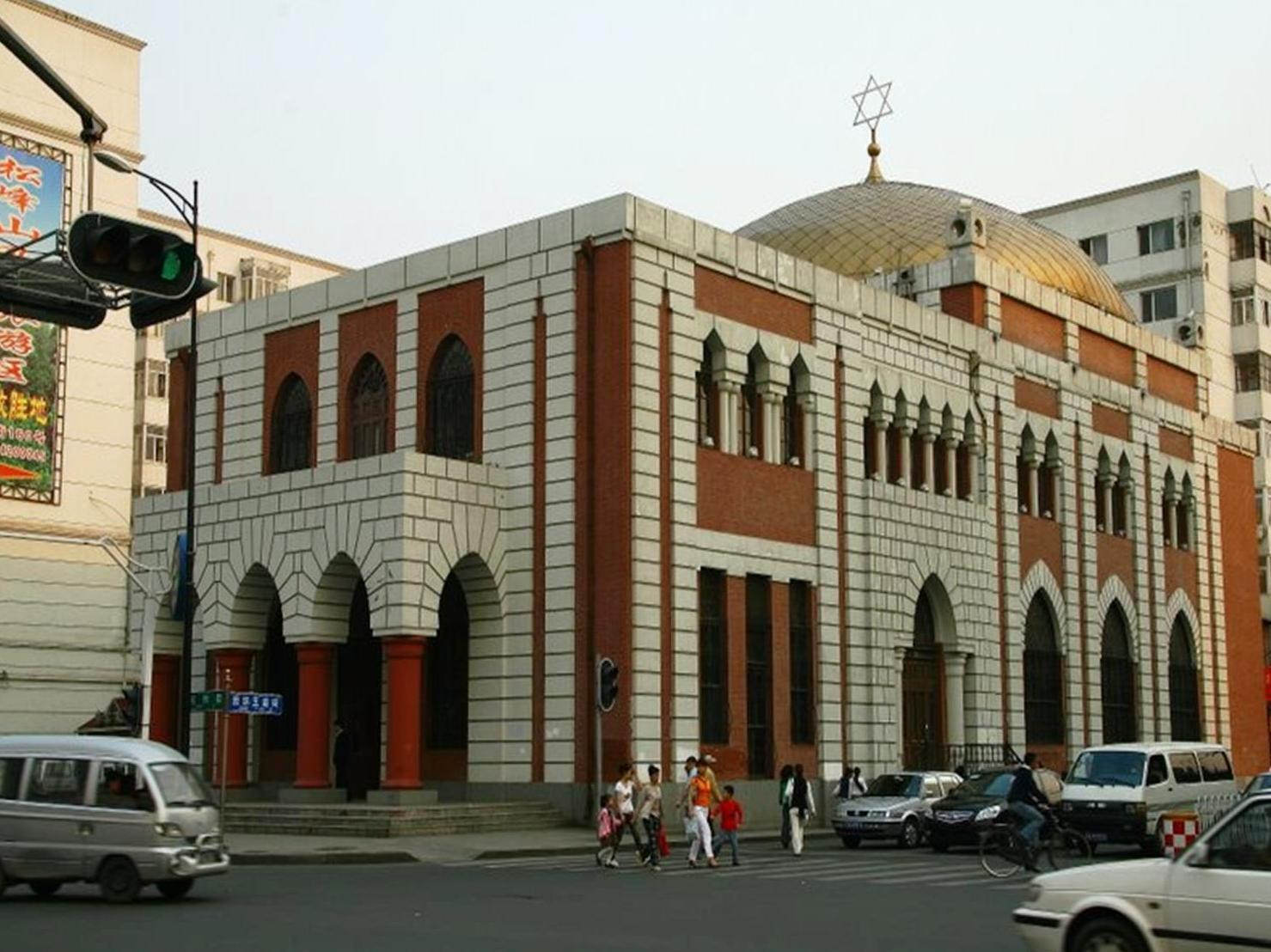
Die Neue Synagoge von Harbin

2002 wurde die erste Ausstellung des Forschungszentrums in der ehemaligen „neuen Synagoge“ Harbins eröffnet, welche das jüdische Leben in Harbin in Form von Fotos behandelte. 
2003 wurde das vom Forschungszentrum angeregte Thema Die Geschichte und Kultur der Juden in Harbin an allen provinziellen Universitäten von Heilongjiang zugelassen. Es befasst sich vor allem mit der Verwendung von Objekten und Schauplätzen jüdischen Lebens im Ort.

## Publikationen
- 2003: Remaining Jewish Sites in Harbin, Postkarten
- 2004: Jews in Harbin